# NGC 2573
NGC 2573 is een balkspiraalstelsel in het sterrenbeeld Octant. Het hemelobject werd op 29 maart 1837 ontdekt door de Britse astronoom John Herschel. Het bevindt zich in de buurt van NGC 2573A en NGC 2573B.

## Polarissima Australis
NGC 2573 is het zuidelijkste sterrenstelsel in J. L. E. Dreyer's New General Catalogue. Het kreeg daarom de benaming Polarissima Australis.

## Synoniemen
- ESO 1-1
- IRAS02425-8934
- PGC 6249